# Gualtério de Liederkerque
Gualtério de Liederkerque foi um cavaleiro flamengo (de Liedekerke) que, junto com seu irmão mais velho Engelberto, acompanhou seu tio Florente de Hainaut ao Peloponeso, no sul da Grécia, após a proclamação de Florente como príncipe da Acaia em 1289. Lá, foi nomeado governador de Corinto e sua região circundante (Coríntia).
Gualtério teve uma vida extravagante, que deixou-o com poucos fundos. Num incidente famoso, registrado na Crônica da Moreia, aprisionou um magnata grego chamado Fócio na esperança de forçá-lo a pagar sua liberdade por 10 000 hipérpiros. No final, Fócio assegurou sua liberdade pagando o valor, mas a injustiça não cicatrizou. Pouco depois, em 1295, Fócio encontrou-se com um senhor franco, Guido de Charpigny, e matou-o ao confundi-lo com Gualtério.